# Chloë Levine
Chloë Levine, née le 23 juin 1996 à New York, est une actrice américaine. Elle est connue pour son rôle de Jillian dans la série Trinkets et Angie dans The OA.

## Biographie
Levine est née le 23 juin 1996 dans le New Jersey et a déménagé à New York à l'âge de 14 ans. Elle est d'origine française. Elle a fréquenté le Sarah Lawrence College de Bronxville et s'est formée à la Barrow Theatre School de New York.

## Filmographie

### Cinéma
- 2013 : Innocence (en) : Sunday Wilson
- 2015 : King Jack (en) : Holly
- 2016 : La Transfiguration (en) (The Transfiguration) : Sophie
- 2016 : Sugar! : Claudia
- 2016 : Good Bones : Hoonie
- 2018 : Savage Youth : Stephanie
- 2018 : The Ranger (en) : Chelsea
- 2018 : No Alternative : Jackie O'Brien
- 2018 : Ask for Jane (en) : Barb
- 2019 : Adam : June
- 2019 : Depraved (en) : Lucy
- 2020 : Antarctica (en) : Kat
- 2023 : The Sacrifice Game (en) : Rose

### Télévision
- 2002 : New York 911 (Third Watch) : Shannon
- 2015 : Les Mystères de Laura (The Mysteries of Laura) : Ally Davis
- 2016 - 2019 : The OA : Angie
- 2017 : The Defenders :  Lexi Raymond
- 2017 : The Deuce : Veronica
- 2017 : Mr. Robot : Erica
- 2018 : Bull : Jemma Whitbeck
- 2018 : High Maintenance : Ella
- 2019 : The Society : Emily
- 2020 : Trinkets : Jillian